# 四术
四术或四艺（拉丁文：quadrivium，意为四条道路）指中世纪欧洲大学继三艺之后所教的四门学科，以完成博雅教育。四艺包括算术、几何、 音乐及天文。在学习四艺之前，要学习三艺，包括语法、逻辑和修辞；而在学习四艺之后，可以进一步学习哲学和神学。

## 参看
- 七艺